# Jemnice
Jemnice (tyska: Jamnitz) är en stad i Tjeckien. Den ligger i distriktet Třebíč och regionen Vysočina, i den centrala delen av landet, 150 km sydost om huvudstaden Prag. Jemnice ligger 484 meter över havet och antalet invånare är 4 077 (2016).
Terrängen runt Jemnice är platt. Runt Jemnice är det glesbefolkat, med 16 invånare per kvadratkilometer. Närmaste större samhälle är Moravské Budějovice, 17,8 km öster om Jemnice. Trakten runt Jemnice består till största delen av jordbruksmark.
Trakten ingår i den hemiboreala klimatzonen. Årsmedeltemperaturen i trakten är 8 °C. Den varmaste månaden är augusti, då medeltemperaturen är 20 °C, och den kallaste är januari, med −7 °C. Genomsnittlig årsnederbörd är 913 millimeter. Den regnigaste månaden är maj, med i genomsnitt 139 mm nederbörd, och den torraste är mars, med 24 mm nederbörd.